# Blomman, Västergötland
Blomman är en sjö i Härryda kommun och Lerums kommun i Västergötland och ingår i Göta älvs huvudavrinningsområde. Sjön är 17 meter djup, har en yta på 0,216 kvadratkilometer och är belägen 99 meter över havet.

## Delavrinningsområde
Blomman ingår i det delavrinningsområde (640800-129480) som SMHI kallar för Inloppet i Stora Härsjön. Medelhöjden är 110 meter över havet och ytan är 7,08 kvadratkilometer. Det finns inga avrinningsområden uppströms utan avrinningsområdet är högsta punkten. Tvärån som avvattnar avrinningsområdet har biflödesordning 4, vilket innebär att vattnet flödar genom totalt 4 vattendrag innan det når havet efter 44 kilometer. Avrinningsområdet består mestadels av skog (79 procent). Avrinningsområdet har 1,26 kvadratkilometer vattenytor vilket ger det en sjöprocent på 17,8 procent.